# 熊澤とおる
熊澤 とおる（くまざわ とおる、1973年9月7日 - ）は、埼玉県新座市出身の元プロ野球選手（外野手）。
戸籍上の名前は平仮名の「とおる」であったが、ドラフト会議直前に「熊澤 当緒琉」の字を当て、選手時代はその名前を名乗った。

## 経歴
所沢商高時代に通算52本塁打を記録。「超高校級」と騒がれ、1991年度ドラフト会議にて西武ライオンズから3位指名を受けて入団するも、1998年に現役を引退するまでの7年間で一軍出場はなかった。
高校の同期生には小畑幸司がいた。
引退後は同球団の二軍の用具係兼サブマネージャーを担当。独学の運動動作やトレーニング方法を松井稼頭央に教えた。その結果松井に本塁打が飛び出し、二人の関係はより密になっていった。
2008年より一軍打撃コーチ補佐として西武に復帰し、リーグ優勝・日本一に貢献した。
2009年は二軍打撃コーチ。
2010年は二軍守備走塁コーチ。
2011年は一軍打撃コーチ補佐を務めた。2011年シーズンオフに退団。
2013年秋にある球団からコーチの要請があったが固辞。
現在は埼玉県入間市の入間ショッピングプラザ サイオス内で野球塾「リアル・ベースボール・アカデミー」を経営。西武コーチ時代に打撃投手を務めていた加世田美智久をコーチに招き入れ、指導に当たっている。また、同市で柔道整復師の資格を持ち、整骨院「メディカル・フィットネス・入間整骨院」の院長をしている。
2022年9月から10月にかけては東スポWEBでコラム「熊澤とおる 人生100年時代のセカンドキャリア」を連載した。

## 人物
西武コーチ時代に教えを受けた栗山巧や浅村栄斗は、熊澤の後押しが大きかったと振り返っている。このように、一軍出場が皆無にもかかわらず、温厚な人柄から選手からの信頼は厚かった。

## 詳細情報

### 年度別打撃成績
- 一軍公式戦出場なし

### 背番号
- 35 （1992年 - 1995年）
- 64 （1996年 - 1998年）
- 78 （2008年 - 2011年）

### 登録名
- 熊澤 当緒琉（くまざわ とおる）（1992年 - 1998年）
- 熊澤 とおる（くまざわ とおる）（2008年 - 2011年）